# Letitia de Jongová
Johanna Letitia de Jongová (* 5. března 1993 Veenwouden) je nizozemská rychlobruslařka.
Od roku 2010 se účastnila Světového poháru juniorů, v seniorském Světovém poháru debutovala v roce 2014. Na Mistrovství Evropy 2018 získala stříbrnou medaili v týmovém sprintu. Z MS 2019 si přivezla zlato z týmového sprintu. Na ME 2020 získala v týmovém sprintu stříbrnou medaili a na Mistrovství světa na jednotlivých tratích 2020 vyhrála týmový sprint.
Od roku 2017 má vztah s rychlobruslařkou Ireen Wüstovou. Dne 21. dubna 2019 oznámily zasnoubení.